# Karl Marx
Karl Heinrich Marx (phiên âm tiếng Việt: Các Mác; 5 tháng 5 năm 1818 – 14 tháng 3 năm 1883) là một nhà triết học, kinh tế học, sử học, xã hội học, lý luận chính trị, nhà báo và nhà cách mạng người Đức. Tên tuổi của Marx gắn liền với hai danh tác nổi bật, đó là cuốn pamfơlê Tuyên ngôn của Đảng Cộng sản (1848) và bốn tập sách Das Kapital. Những tư tưởng chính trị và triết học của Marx đã có tầm ảnh hưởng lớn lao đến lịch sử của các lĩnh vực tri thức, kinh tế và chính trị mãi tận về sau.
Karl Marx chào đời tại Trier, Đức. Ở bậc đại học, Marx lựa chọn học ngành luật và triết. Ông kết hôn với nhà phê bình kịch nghệ sân khấu kiêm nhà hoạt động chính trị tên là Jenny von Westphalen vào năm 1843. Do liên tục tung ra các ấn bản chính trị làm phật lòng chính quyền sở tại, Marx lâm vào cảnh không quốc tịch, rồi đành sống lưu vong cùng vợ và con cái tại Luân Đôn suốt nhiều thập kỷ. Tại đây, ông tiếp tục xây dựng các tư tưởng của mình với sự trợ giúp của triết gia người Đức Friedrich Engels và cho xuất bản nhiều tác phẩm, miệt mài nghiên cứu tại phòng đọc của Bảo tàng Anh.
Những lý thuyết phê phán của Marx về xã hội, kinh tế, chính trị – gọi chung là chủ nghĩa Marx – cho rằng các xã hội loài người từ xưa đến nay diễn tiến nhờ đấu tranh giai cấp. Trong phương thức sản xuất tư bản chủ nghĩa, điều này hiện thân ở dạng đấu tranh giữa giai cấp thống trị (hay giai cấp tư sản), giai cấp kiểm soát hoàn toàn phương tiện sản xuất, và giai cấp lao động (hay giai cấp vô sản), giai cấp phải vận hành những phương tiện sản xuất sở hữu bởi giai cấp tư sản bằng sức lao động của bản thân để được hưởng tiền công. Dựa trên hướng tiếp cận mang tính phê phán mà ông gọi là chủ nghĩa duy vật lịch sử, Marx tiên đoán rằng chủ nghĩa tư bản sẽ liên tục nảy sinh các mâu thuẫn nội bộ giống như những hình thái kinh tế chính trị đi trước; điều này rốt cuộc sẽ khiến nó tự sụp đổ và bị thay thế bởi phương thức sản xuất xã hội chủ nghĩa. Theo Marx, sự đối kháng giai cấp trong lòng chủ nghĩa tư bản – bắt nguồn một phần từ bản tính bất ổn định và dễ khủng hoảng của nó – sẽ khơi mào ý thức giai cấp của toàn thể công nhân lao động, thôi thúc họ vùng lên tiếm đoạt quyền lực chính trị và cuối cùng tạo lập nên một xã hội cộng sản phi giai cấp nhờ liên tưởng tự do về sản xuất. Marx luôn chủ trương áp dụng lý thuyết vào thực tiễn, ông cho rằng giai cấp lao động phải thực hiện cách mạng vô sản một cách có tổ chức nhằm lật đổ chủ nghĩa tư bản và giải phóng thể chế kinh tế xã hội.
Marx được đánh giá là một trong những nhân vật có tầm ảnh hưởng to lớn nhất trong lịch sử nhân loại, các tác phẩm của ông đã nhận được nhiều lời tán dương cũng như nhiều lời chỉ trích. Các công trình kinh tế học của ông đã đặt nền móng cho phần lớn sự hiểu biết hiện tại của ta về lao động và mối quan hệ của lao động với tư bản. Vô số nhà trí thức, các tổ chức công đoàn, các nghệ sĩ và các đảng phái chính trị trên khắp thế giới đều chịu ảnh hưởng tư tưởng từ Marx, theo đó một số cá nhân và đoàn thể tiếp tục phát huy và sửa đổi lý thuyết của ông sao cho phù hợp với thế sự. Marx thường được trích dẫn là một trong những kiến trúc sư chính của ngành khoa học xã hội đương đại.

## Tiểu sử

### Tuổi thơ và giáo dục thuở sớm: 1818–1836
Marx chào đời ngày 5 tháng 5 năm 1818 tại Brückengasse 664, Trier; một thị trấn cổ kính hồi bấy giờ thuộc tỉnh Rhine Hạ của Vương quốc Phổ. Cha ông là Heinrich Marx (1778 – 1838) và mẹ ông là Henriette Pressburg (1788 – 1863), vốn là một gia đình gốc Do Thái không theo tôn giáo; song trước khi Marx ra đời họ đã chính thức theo Kitô giáo. Ông ngoại Marx là một giáo sĩ rabbi người Hà Lan. Họ hàng bên nội ông có truyền thống làm rabbi tại Trier kể từ năm 1723, và ông nội Marx là Meier Halevi Marx cũng giúp tiếp nối cái truyền thống lâu đời ấy. Cha ông, hồi nhỏ có biệt danh Herschel, là người đầu tiên trong dòng họ được giáo dục theo hướng thế tục. Herschel trở thành một luật sư với mức lương khá giả thuộc lớp thượng trung lưu, hơn nữa gia đình ông cũng sở hữu nhiều mảnh vườn trồng nho ở Moselle. Trước thời điểm Marx ra đời và thời điểm mà phong trào bãi bỏ sự giải phóng Do Thái diễn ra tại Rhineland, Herschel đã cải sang đạo Phúc Âm thuộc giáo hội Phổ, rồi đổi tên thành Heinrich.

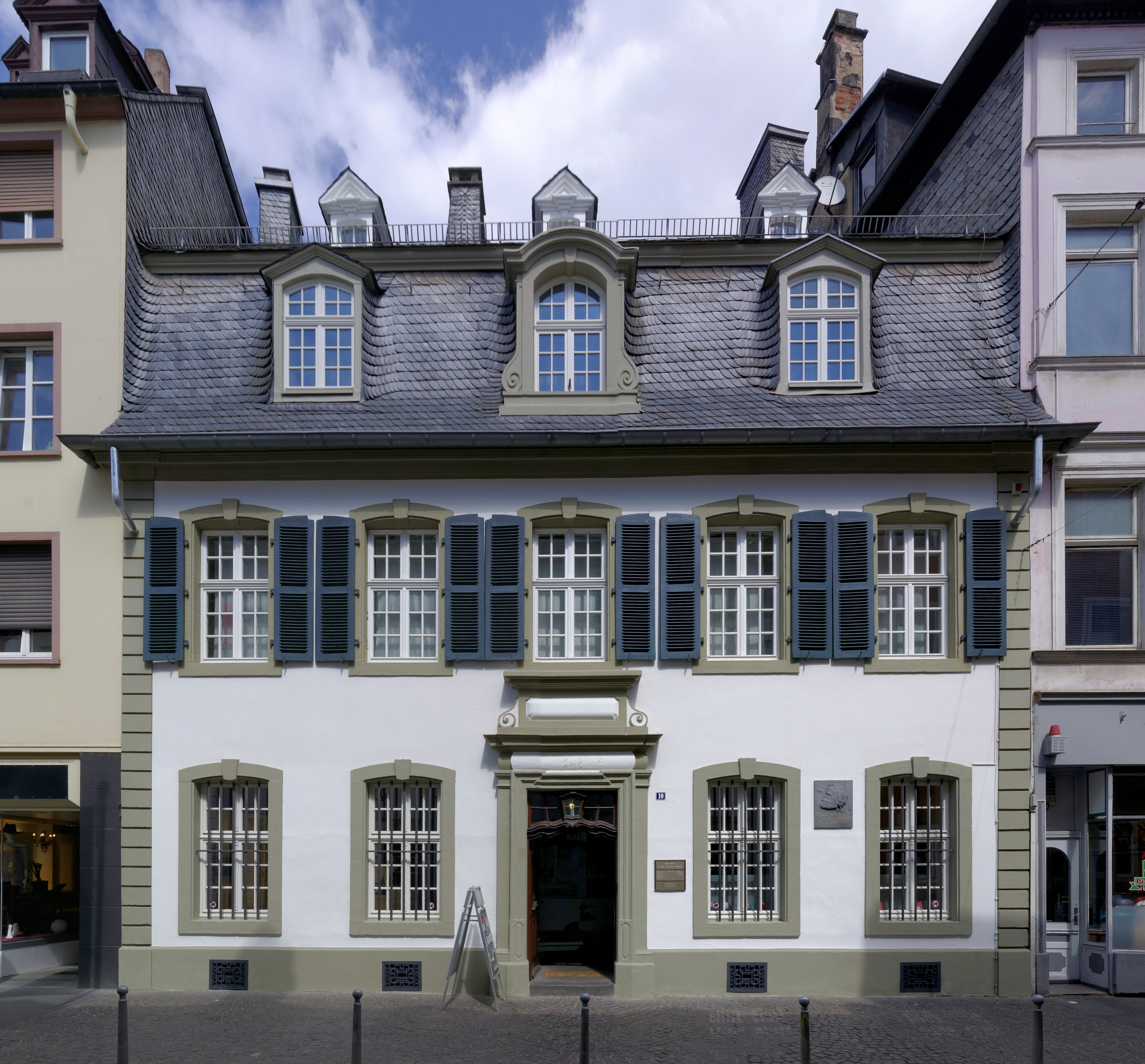
Nơi sinh của Marx tại Brückenstraße 10 ở Trier ngày nay. Gia đình Marx sống tại hai phòng ở tầng trệt và ba phòng ở tầng một. Ngôi nhà này được bán cho Đảng Dân chủ Xã hội Đức vào năm 1928, và hiện là một bảo tàng về quãng đời thuở niên thiếu của Marx.

Heinrich không quá gắn bó với tôn giáo mà là người rất ngưỡng mộ phong trào Khai Sáng và lấy làm thú vị những tư tưởng của hai nhà hiền triết Immanuel Kant và Voltaire. Với tư cách là người theo chủ nghĩa tự do cổ điển, ông gia nhập phong trào ủng hộ tạo lập một hiến pháp và thực hiện cải cách tại Phổ, đất nước lúc ấy còn theo chế độ quân chủ chuyên chế. Năm 1815, Heinrich Marx bắt đầu làm luật sư và trong năm 1819 đã chuyển gia đình tới một căn nhà 10 phòng gần Porta Nigra. Vợ ông là Henriette Pressburg, một người phụ nữ Hà Lan theo Do Thái giáo, vốn xuất thân từ một gia đình doanh nhân thành đạt mà về sau sáng lập công ty Philips Electronics nổi tiếng. Em gái bà Sophie Pressburg (1797–1854) kết hôn với Lion Philips (1794–1866); Sophie là bà ngoại của Gerard Philips và Anton Philips, và là bà cố của Frits Philips. Em rể của Henriette, Lion Philips, làm chủ một công xưởng sản xuất thuốc lá Hà Lan rất thịnh vượng. Trong những năm tháng vợ chồng Karl và Jenny Marx lưu đày ở London, hai người họ đã nhiều lần phải vay mượn tiền từ Philips để trang trải cuộc sống.
Ta có rất ít thông tin về thời thơ ấu của Marx. Ông là con thứ ba trong gia đình với 9 anh chị em. Sau khi người anh trai Moritz mất vào năm 1819, ông trở thành người con cả trong mắt cha mẹ mình. Marx và anh chị em còn lại của ông, Sophie, Hermann, Henriette, Louise, Emilie và Caroline, được rửa tội và gia nhập Giáo hội Luther vào tháng 8 năm 1824. Mẹ ông cũng cải theo vào tháng 12 năm 1825. Cha Marx tự mình kèm cặp con trai cho tới năm 1830, khi ông được gửi tới học ở trường Trung học Trier (Gymnasium zu Trier). Hiệu trưởng trường này là Hugo Wyttenbach, một người bạn của cha Marx. Ông thường thuê các giáo viên theo chủ nghĩa tự do nhân bản đến đứng giảng tại trường, khiến cho giới chức tại địa phương vốn theo chủ nghĩa bảo thủ chính trị rất phẫn nộ. Năm 1832, cảnh sát được lệnh khám xét khẩn cấp ngôi trường và trong quá trình đó đã phát giác nhiều tài liệu chính trị tự do được phân phát cho học sinh. Sau vụ việc đó, chính quyền địa phương tiến hành cải tổ và thay thế nhiều giáo chức của nhà trường.
Vào tháng 10 năm 1835, cậu thiếu niên Marx 17 tuổi lữ hành đến Đại học Bonn, háo hức muốn được nghiên cứu triết học và văn chương tuy rằng cha ông lúc ấy lại muốn hướng con theo ngành luật để phù hợp với thực tiễn hơn. Do được chẩn đoán mắc chứng "lồng ngực yếu", Marx được miễn tòng quân lúc 18 tuổi. Tại Đại học Bonn, Marx đã gia nhập Câu lạc bộ Nghệ sĩ, một hội nhóm quy tụ nhiều nhân vật có tư tưởng chính trị cấp tiến, sở dĩ do vậy mà bị cảnh sát theo dõi rất sát sao. Ngoài ra Marx cũng từng tham gia Câu lạc bộ Tửu quán Trier (tiếng Đức: Landsmannschaft der Treveraner), sau giữ chức đồng chủ tịch của hội uống rượu này. Ông cũng rất hay vướng vào những vụ cãi cọ đôi co, có khi còn làm to chuyện lên; ví dụ vào tháng 8 năm 1836, ông đề nghị tỉ thí đấu kiếm với một sinh viên từ Borussian Korps để giải quyết mâu thuẫn. Điểm số kì học đầu của Marx tại trường Bonn tuy khá tốt, song về sau do chểnh mảng mà ngày càng tụt dốc. Điều này khiến cha Marx ép ông chuyển tới Đại học Berlin với hy vọng kết quả học tập của con mình sẽ tiến bộ hơn.

### Chủ nghĩa Hegel và nghiệp báo chí thuở sớm: 1836–1843
Dành mùa hè và mùa thu năm 1836 ở Trier, Marx trở nên nghiêm túc hơn về nghiệp học và cuộc sống của mình. Ông đính hôn với Jenny von Westphalen, một thiếu nữ có học thức sinh ra trong một gia đình tiểu quý tộc, người đã quen Marx từ thuở ấu thơ. Jenny đã từ khước hôn ước với một chàng quý tộc trẻ tuổi để có thể ở bên Marx. Mối quan hệ này đã gây nhiều lùm xùm vì hai người họ khác biệt về cả tôn giáo lẫn tầng lớp xã hội, song mọi chuyện được giải quyết ổn thỏa sau khi Marx kết thân với cha cô là Ludwig von Westphalen (một quý tộc theo chủ nghĩa tự do). Bảy năm sau khi đính hôn, vào ngày 19 tháng 6 năm 1843, Marx và Jenny kết hôn tại một nhà thờ Tin lành ở Kreuznach.
Tháng 10 năm 1836, sau khi trúng tuyển khoa luật của trường đại học Berlin, Marx lên Berlin và thuê trọ ở Mittelstrasse. Trong học kỳ đầu, Marx tham dự các bài giảng của Eduard Gans (đại biểu cho quan điểm Hegel tiến bộ, giảng giải rõ hơn về sự phát triển thuần lý trong lịch sử bằng cách nhấn mạnh vào các khía cạnh tự do của nó, và tầm quan trọng của nghi vấn xã hội) và của Karl von Savigny (đại biểu của Trường phái Luật Lịch sử Đức). Mặc dù theo ngành luật, ông lại rất say mê triết học và tìm cách tổng hòa hai lĩnh vực ấy, với niềm tin rằng "không có triết học thì không thể đạt được điều gì". Marx bắt đầu quan tâm hơn đến vị triết gia người Đức Georg Wilhelm Friedrich Hegel, nhân vật mà có tầm ảnh hưởng đáng kể đến giới triết học châu Âu hậu thế. Trong thời gian dưỡng bệnh ở Stralau, ông tham gia câu lạc bộ Doktorklub, một hội sinh viên chuyên thảo luận về tư tưởng của chủ nghĩa Hegel. Qua đó, Marx biết đến trường phái Hegel Trẻ có tư tưởng chính trị cấp tiến và gia nhập nhóm này vào năm 1837. Ludwig Feuerbach và Bruno Bauer là hai nhân vật chủ chốt trong nội bộ nhóm lúc đó. Giống như Marx, những người Hegel Trẻ phê phán các giả định siêu hình học của Hegel, song họ tiếp thu phép biện chứng của Hegel để áp dụng nó theo quan điểm tả khuynh nhằm phê phán xã hội, chính trị và tôn giáo đã được thiết lập. Cha của Marx qua đời vào tháng 5 năm 1838, khiến thu nhập của gia đình bị giảm sút. Marx rất trân trọng ký ức của người cha quá cố, bởi ông và cha khi trước cực kỳ gần gũi với nhau.

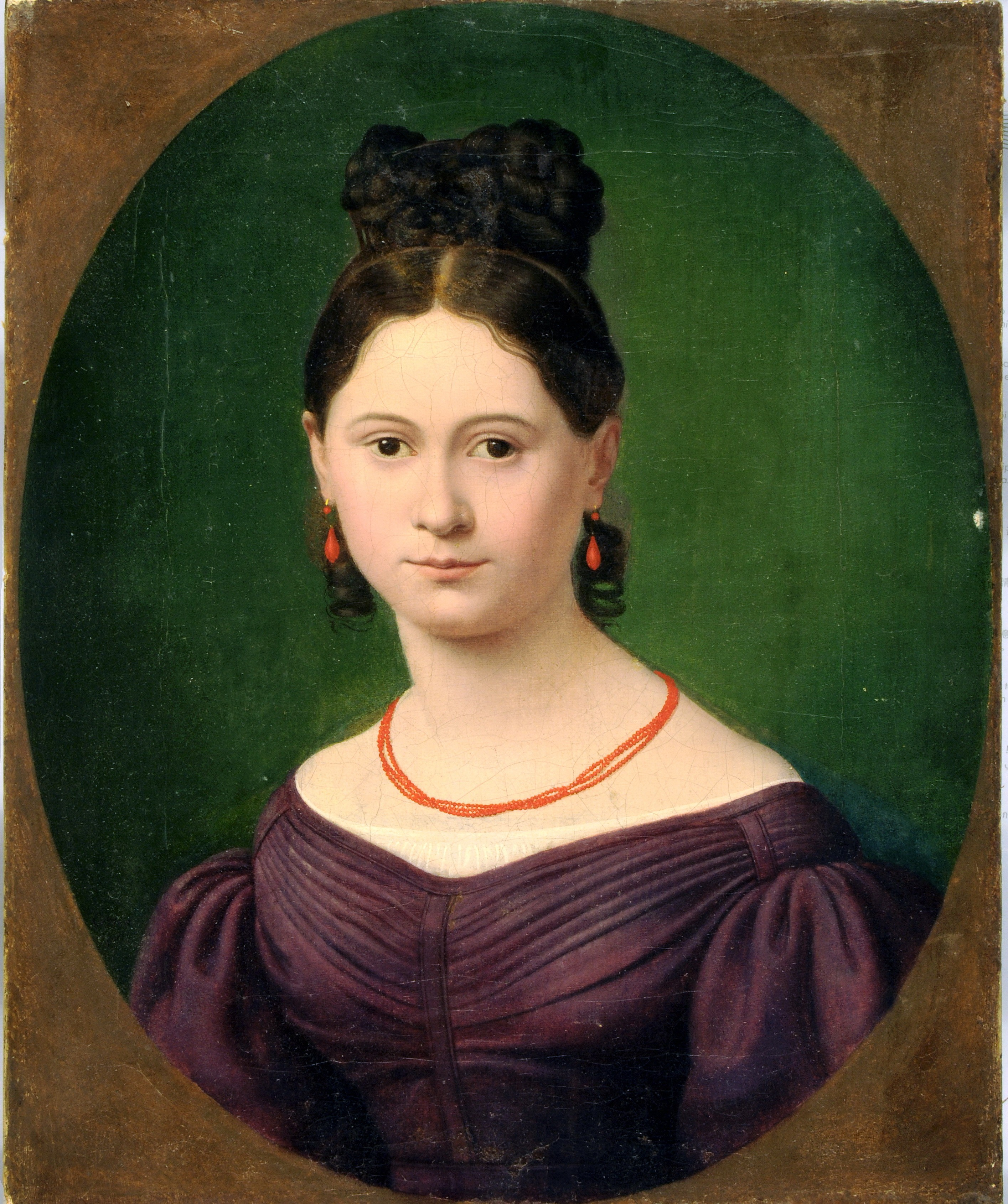
Chân dung Jenny von Westphalen những năm 1830

Đến năm 1837, Marx thử sức mình sáng tác một số tác phẩm văn học hư cấu và phi hư cấu; lúc bấy giờ ông đã hoàn thành một cuốn tiểu thuyết ngắn mang nhan đề Bọ cạp và Felix (tiếng Đức: Skorpion und Felix), và một vở kịch mang nhan đề Oulanem, cùng như một số bài thơ tình dành riêng cho Jenny von Westphalen. Không một tác phẩm nào trong thời kỳ này được xuất bản khi Marx còn sống. Những bài thơ tình được biên khảo và xuất bản trong cuốn Tuyển văn Karl Marx và Frederick Engels: Tập 1 (tiếng Anh: Collected Works of Karl Marx and Frederick Engels: Volume 1). Marx nhanh chóng từ bỏ viết tiểu thuyết để theo đuổi những mục tiêu khác, bao gồm nghiên cứu tiếng Anh, tiếng Ý, lịch sử nghệ thuật và dịch thuật các tác phẩm Latinh kinh điển. Ông hợp tác với Bruno Bauer để biên tập cuốn Triết học tôn giáo Hegel vào năm 1840. Marx đồng thời cũng chắp bút viết luận văn tiến sĩ mang tên Sự khác biệt giữa triết học tự nhiên Democritus và Epicurus, và hoàn thành nó vào năm 1841. Đây được mệnh danh là "một kiệt tác táo bạo và nguyên bản, trong đó Marx nỗ lực chứng tỏ rằng thần học phải quy phục trước sự thông thái siêu việt của triết học". Bài luận đã gây khá nhiều tranh cãi, đặc biệt là đối với giới giáo sư bảo thủ của Đại học Berlin. Thay vào đó, Marx quyết định nộp luận văn của mình cho Đại học Jena có tư tưởng phóng khoáng hơn và được trao bằng Tiến sĩ vào tháng 4 năm 1841. Vì Marx và Bauer đều theo chủ nghĩa vô thần, vào tháng 3 năm 1841 hai ông lên kế hoạch sáng lập tạp chí Văn khố vô thần (tiếng Đức: Archiv des Atheismus), nhưng rốt cuộc điều này không được thực hiện. Tháng 7 cùng năm, Marx và Bauer khởi hành từ Berlin đến Bonn. Ở đây, họ gây tai tiếng cho tập thể lớp do say xỉn, cười cợt trong nhà thờ và cưỡi lừa phi nước đại trên đường phố.
Marx đã xem xét theo đuổi một sự nghiệp học thuật thực thụ, song giấc mơ này dường như đã bị ngăn cản bởi sự thù ghét chủ nghĩa tự do cổ điển và trường phái Hegel Trẻ của nhà nước Phổ. Marx chuyển đến sống và làm việc ở Cologne vào năm 1842. Tại đây, ông viết cho tờ báo chính trị cấp tiến Rheinische Zeitung, bày tỏ những quan điểm ban sơ của ông về chủ nghĩa xã hội, đồng thời cũng dần để tâm hơn đến lĩnh vực kinh tế học. Marx chỉ trích các chính phủ cánh hữu ở châu Âu lúc bấy giờ, cũng như các nhân vật dẫn đầu các phong trào tự do và xã hội chủ nghĩa, những người mà ông cho là chẳng làm được tích sự gì hoặc thậm chí còn gây phản tác dụng. Tờ báo thu hút sự chú ý của cơ quan kiểm duyệt trực thuộc chính phủ Phổ. Họ được lệnh rà soát các bản thảo nhằm chắt lọc nội dung kích động bạo loạn trước khi đem ra in ấn, đúng theo lời than phiền của Marx: "Tờ báo của chúng tôi phải được đệ trình cho đám cảnh sát đánh hơi, và nếu mũi chúng ngửi thấy bất cứ mùi gì phi-Kitô hoặc phi-Phổ, thì tờ báo đó sẽ không được phép xuất hiện". Sau khi Rheinische Zeitung xuất bản một bài báo chỉ trích kịch liệt chế độ quân chủ Nga, Sa hoàng Nicholas I đã đề nghị cấm tờ báo, khiến chính phủ Phổ phải thực thi ngay lệnh cấm vào năm 1843.

### Tại Paris: 1843–1845
Năm 1843, Marx trở thành đồng chủ biên của tờ báo chính trị tả khuynh cấp tiến Deutsch-Französische Jahrbücher (Niên giám Đức-Pháp) đặt trụ sở tại Paris, vốn được thành lập bởi nhà hoạt động người Đức Arnold Ruge nhằm tập hợp những người có tư tưởng chính trị cấp tiến từ Đức và Pháp. Marx và vợ chuyển đến Paris vào tháng 10 năm 1843 để dễ bề làm việc. Ban đầu họ ở chung với gia đình Ruge tại số 23 Rue Vaneau, song do điều kiện kham khổ, họ đành chuyển ra ngoài sau khi con gái đầu lòng Jenny của họ chào đời vào năm 1844. Trái với mục đích ban đầu của nó, tờ Jahrbücher chỉ thu hút được toàn những người Đức cấp tiến chứ ít có bóng người ngoại quốc. Trên thực tế, cây bút duy nhất trong ban biên tập không phải người Đức là triết gia theo thuyết vô trị người Nga Mikhail Bakunin. Marx đóng góp tổng cộng hai bài tiểu luận cho tờ báo, đó là "Góp phần phê phán triết học pháp quyền của Hêgen" và "Về vấn đề Do Thái". Tác phẩm Vấn đề Do Thái thể hiện niềm tin của Marx rằng giai cấp vô sản là lực lượng cách mạng và đánh dấu xuất phát điểm theo con đường chủ nghĩa cộng sản của ông. Chỉ duy nhất một ấn bản của Jahrbücher được ra mắt, song nó vẫn tương đối thành công, nhờ phần lớn vào chùm thơ châm biếm của Heinrich Heine nhằm vào vua Ludwig I của Bayern. Vụ việc này khiến các bang Đức ra lệnh cấm lưu hành tờ báo và tịch thu các bản sao nhập khẩu của nó (bản thân Ruge cũng từ chối tài trợ cho việc xuất bản các số tiếp theo, điều mà khiến tình bạn giữa ông và Marx tan vỡ). Sau khi tờ Jahrbücher phá sản, Marx soạn cho tờ báo tiếng Đức theo tư tưởng cấp tiến duy nhất còn lại lọt qua lưới kiểm duyệt, đó là tờ Vorwärts! (Tiến lên!). Tờ này đặt trụ sở tại Paris và có kết nối với Liên đoàn Công bình (tiếng Đức: Bund der Gerechten), một hội kín theo chủ nghĩa xã hội không tưởng của giai cấp công nhân và nghệ nhân địa phương. Marx dự một số cuộc họp của hội này nhưng không gia nhập. Trong thời gian này, ông cũng hoàn thiện quan điểm xã hội chủ nghĩa của mình dựa trên những sáng kiến triết học của Hegel và chủ nghĩa duy vật biện chứng của Feuerbach, và đồng thời cũng phê phán gay gắt những người theo chủ nghĩa tự do và những người theo chủ nghĩa xã hội khác đang hoạt động ở châu Âu.

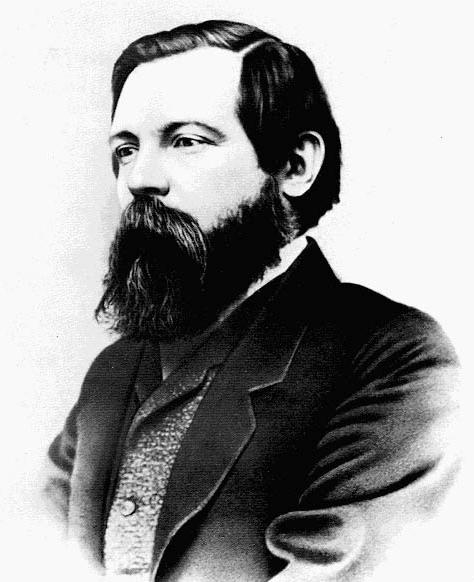
Marx lần đầu gặp Friedrich Engels vào cuối năm 1842. Engels về sau trở thành bằng hữu và cộng sự trung thành suốt đời của Marx.

Ngày 28 tháng 8 năm 1844, Marx gặp nhà xã hội chủ nghĩa người Đức Friedrich Engels tại quán Café de la Régence, đánh dấu khởi đầu của một tình bạn khăng khít suốt đời. Tại đây, Engels đã đưa Marx đọc tác phẩm Tình cảnh giai cấp công nhân Anh do chính ông viết và mới được xuất bản ít lâu. Ông thuyết phục Marx rằng giai cấp công nhân chính là tác nhân lẫn công cụ của cuộc cách mạng cuối cùng trong lịch sử. Chẳng bấy lâu sau, Marx và Engels bắt tay cùng viết tác phẩm Gia đình thần thánh (1845) nhằm đả kích Bruno Bauer, một người bạn cũ của Marx. Mặc dù phê phán Bauer, Marx ngày càng chịu ảnh hưởng tư tưởng của những người theo phái Hegel trẻ, bao gồm Max Stirner và Ludwig Feuerbach, song Marx và Engels rốt cuộc cũng cáo chung với chủ nghĩa duy vật kiểu Feuerbach.
Marx dành khoảng thời gian sống tại 38 Rue Vaneau, Paris (tháng 10 năm 1843-tháng 1 năm 1845) tìm tòi và nghiền ngẫm về các tác giả kinh tế chính trị (như Adam Smith, David Ricardo, James Mill, v.v.), các nhà xã hội chủ nghĩa không tưởng của Pháp (đặc biệt là Henri de Saint Simon và Charles Fourier) và lịch sử Pháp. Marx sẽ bám theo sự nghiệp nghiên cứu và phê bình kinh tế chính trị suốt quãng đời còn lại của ông, và cũng trong quá trình đó, ông đã cho ra đời công trình kinh tế chính trị đồ sộ và nổi bật nhất—bộ ba tập sách Das Kapital. Chủ nghĩa Marx được xây dựng dựa trên ba cột trụ lớn, đó là: phép biện chứng của Hegel, chủ nghĩa xã hội không tưởng Pháp và kinh tế chính trị Anh. Điều này nghĩa là, kết hợp với những nghiên cứu trước đó của Marx về phép biện chứng, ba yếu tố chính yếu cấu thành "chủ nghĩa Marx" hầu như đã được ông chắp ghép đâu vào đấy kể từ mùa thu năm 1844.
Khung sườn của "chủ nghĩa Marx" chắc hẳn đã thành hình trong tâm trí ông vào cuối năm 1844. Thật vậy, nhiều đặc điểm trong thế giới quan Mác-xít đã được mường tượng khá chi tiết, song Marx vẫn cần thảo các ý tưởng đó xuống giấy để làm sáng tỏ thêm lối phê phán kinh tế chính trị chỉ mới nằm trong suy nghĩ. Theo đó, Marx đã chắp bút viết các bản thảo kinh tế và triết học để bàn luận về nhiều chủ đề và trình bày kĩ càng khái niệm tha hóa lao động. Đến mùa xuân năm 1845, quá trình nghiên cứu kinh tế chính trị, tư bản và chủ nghĩa tư bản, đã khiến Marx tin rằng phương pháp phê bình của ông về kinh tế chính trị—chủ nghĩa xã hội khoa học—cần được xây dựng trên cơ sở quan điểm duy vật triệt để về thế giới.
Các bản thảo kinh tế và triết học năm 1844 được Marx viết từ tháng 4 đến tháng 8 trong năm 1844, nhưng không mấy lâu sau Marx lại nhận thấy công trình này còn chịu ảnh hưởng của một số tư tưởng không nhất quán của Ludwig Feuerbach. Theo đó, Marx nhận ra rằng ông phải đoạn tuyệt với triết học Feuerbach và áp dụng chủ nghĩa duy vật lịch sử. Do đó một năm sau (vào tháng 4 năm 1845) sau khi chuyển từ Paris đến sống ở Brussels, Marx đã viết "Luận cương về Feuerbach"; trong đó nổi bật nhất với luận cương thứ 11, phát biểu rằng "các nhà triết học tự cổ chí kim lý giải thế giới bằng nhiều cách khác nhau, song mấu chốt là làm cách nào để cải tạo thế giới ấy". Qua đó Marx đã bày tỏ sự phê phán của ông về chủ nghĩa duy vật (còn quá trầm tư chiêm nghiệm), về chủ nghĩa duy tâm (đề cao lý thuyết hơn thực tiễn), và về triết học tổng thể (đề cao thực tại trừu tượng hơn thế giới vật chất). Đây là những góc nhìn đầu tiên về chủ nghĩa duy vật lịch sử được Marx đề xướng, trong đó ông cho rằng thế giới xoay vần không nhờ các ý tưởng mà nhờ vào sự vận động của vật chất, của sự thực, của thực tiễn. Năm 1845, chính phủ Pháp nhận được yêu cầu từ vua Phổ cấm tờ Vorwärts! và Bộ trưởng Nội vụ Pháp lúc bấy giờ là François Guizot đã ra lệnh trục xuất Marx.

### Tại Bruxelles: 1845–1848

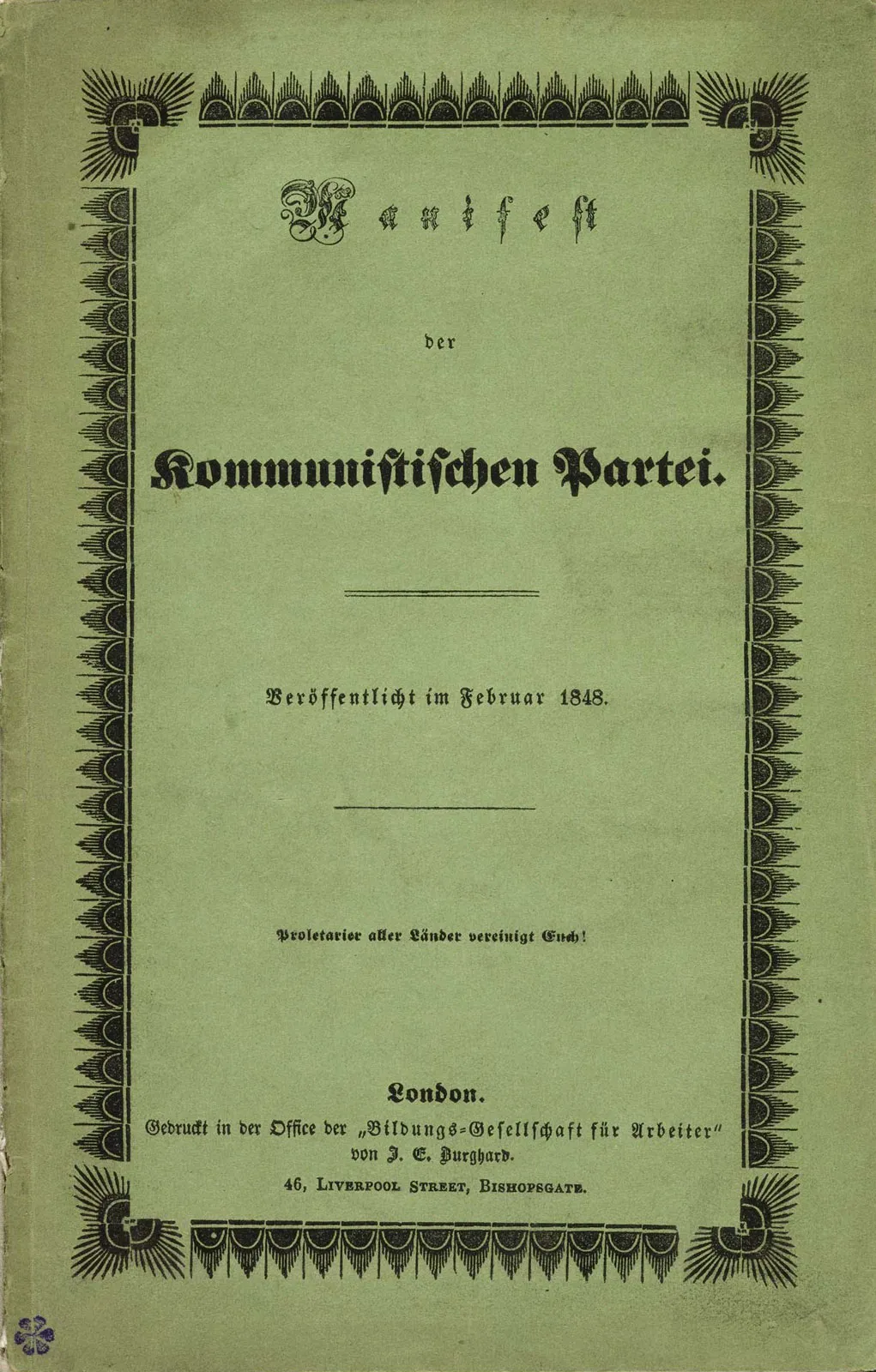
Ấn bản đầu tiên của tác phẩm Tuyên ngôn của Đảng Cộng sản, xuất bản tại Đúc vào năm 1848

Không thể ở tại Pháp hoặc quay về Đức, Marx quyết định di cư đến Bruxelles vào tháng 2 năm 1845. Tuy nhiên để được phép cư trú tại Bỉ, ông phải cam kết không xuất bản bất cứ thứ gì liên quan đến chính trị đương đại. Tại Bruxelles, Marx liên kết với các nhà chủ nghĩa xã hội lưu vong khác từ khắp châu Âu, bao gồm Moses Hess, Karl Heinzen và Joseph Weydemeyer. Vào tháng 4 năm 1845, Engels rời Barmen chuyển đến Bruxelles để gia nhập cùng Marx và cộng đồng Liên đoàn Công bình ngày càng đông đảo nương náu ở đây. Mary Burns, một người bạn lâu năm của Engels, cũng rời Manchester để đồng hành cùng ông sang Bruxelles.
Giữa tháng 7 năm 1845, Marx và Engels sang Anh thăm các nhà lãnh đạo phong trào hiến chương của giai cấp công nhân địa phương. Đây là chuyến đi đầu tiên của Marx đến Anh quốc. Engels đóng vai trò là hướng dẫn viên lý tưởng cho chuyến công du này bởi lẽ ông đã từng dành hai năm sinh sống ở Manchester, từ tháng 11 năm 1842 đến tháng 8 năm 1844. Trong thời gian đó, Engels không chỉ học được tiếng Anh mà còn tạo lập thêm nhiều mối quan hệ với các nhà lãnh đạo của phòng trào hiến chương. Ngoài ra, Engels khi trước cũng từng làm phóng viên cho một số tờ báo tiếng Anh theo chủ nghĩa xã hội và chủ nghĩa hiến chương. Về phần Marx, ông đã tranh thủ dịp này để khảo cứu tư liệu kinh tế có sẵn trong các thư viện ở London và Manchester.
Hợp tác với Engels, Marx lên kế hoạch viết tác phẩm Hệ tư tưởng Đức luận về chủ nghĩa duy vật lịch sử. Trong đó, Marx đã tuyên bố cáo chung với triết học của Ludwig Feuerbach, Bruno Bauer, Max Stirner nói riêng và phái Hegel Trẻ nói chung, cũng như từ khước triết học của Karl Grün và các "nhà xã hội chủ nghĩa chân chính" vẫn níu giữ "chủ nghĩa duy tâm". Qua đó, Marx và Engels cuối cùng đã hoàn thiện triết lý của riêng mình, coi rằng chủ nghĩa duy vật như là thế lực duy nhất thúc đẩy tiến trình lịch sử. Hệ tư tưởng Đức được viết theo phong cách hài hước với dụng ý châm biếm, song điều này không qua mắt được các cơ quan kiểm duyệt. Giống các công trình ban sớm của Marx, Hệ tư tưởng Đức chỉ được xuất bản sau khi ông mất, cụ thể là vào năm 1932.
Sau khi hoàn thành cuốn Hệ tư tưởng Đức, Marx muốn viết một tác phẩm làm rõ lập trường của ông về "lý thuyết và chiến thuật" của một "phong trào cách mạng vô sản" khả thi đứng trên quan điểm của một triết học "duy vật khoa học" thực thụ, cũng là nhằm để phân định chủ nghĩa xã hội không tưởng của những triết gia đời trước với chủ nghĩa xã hội khoa học của Marx. Để bản thảo đây có thể lọt lưới kiểm duyệt, Marx đã đặt nhan đề cho nó là Sự khốn cùng của triết học (1847), quảng bá nó là một phản ứng đối với "triết học tiểu-tư sản" của nhà xã hội chủ nghĩa vô chính phủ người Pháp Pierre-Joseph Proudhon, như được thể hiện trong cuốn Triết học về sự khốn cùng (1840) của ông ta.

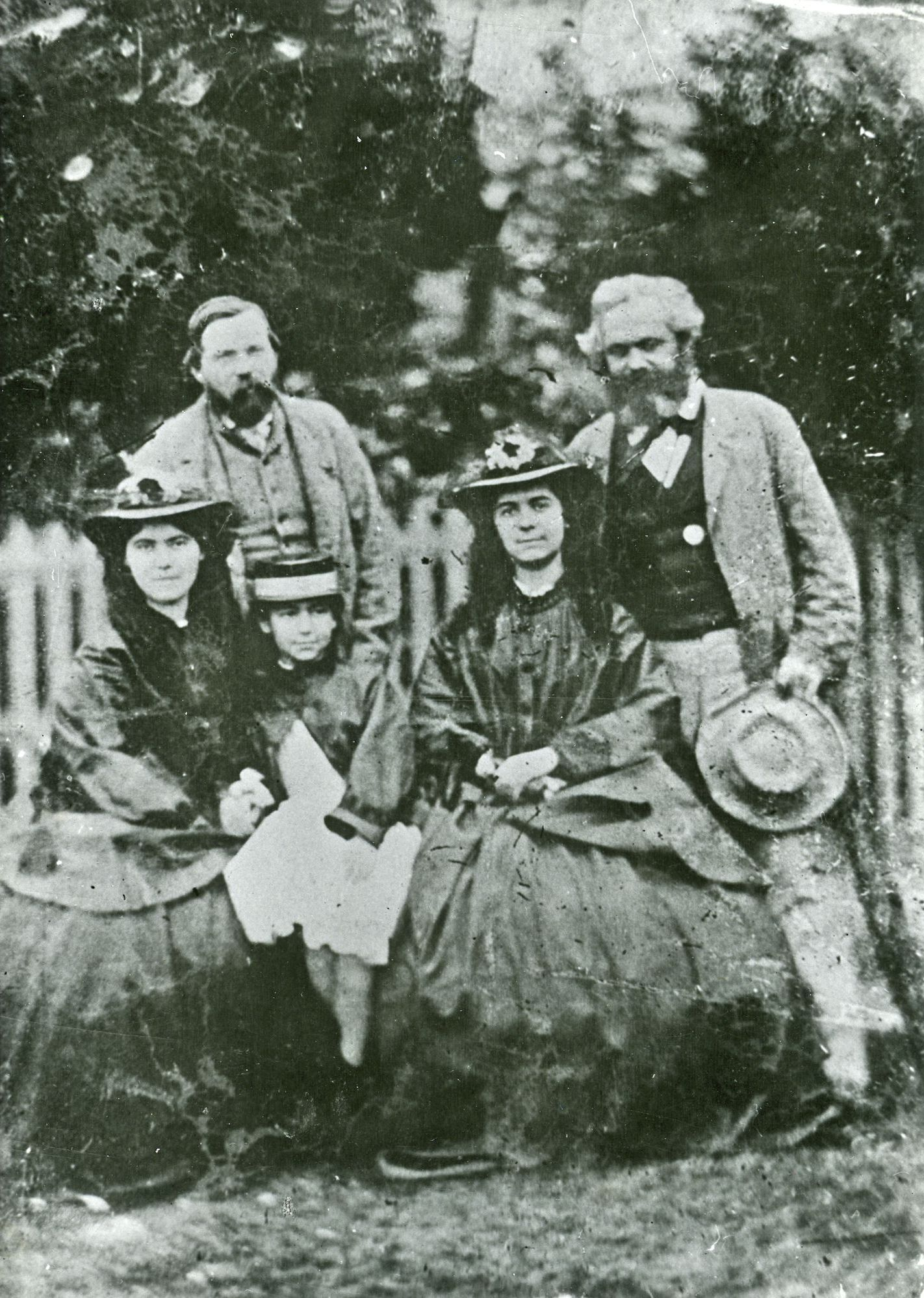
Marx chụp cùng những người con gái và người bạn Engels

Những cuốn sách trên đã đặt nền móng cho danh tác nổi bật nhất của Marx và Engels, cuốn pamfơlê chính trị mà ngày nay thường được biết đến với tên gọi Tuyên ngôn của Đảng Cộng sản. Marx, hồi năm 1846 tại Bruxelles, vẫn còn giữ liên lạc với Liên đoàn Công bình khi trước. Ông đánh giá rằng tổ chức đây đóng vai trò quan trọng trong việc thúc đẩy giai cấp công nhân châu Âu hướng tới phong trào quần chúng, điều mà tất yếu dẫn đến một cuộc cách mạng của giai cấp công nhân. Tuy nhiên để đạt được mục đích ấy, Liên đoàn phải chấm dứt chủ trương hoạt động "bí mật" hoặc "ngấm ngầm" của họ mà phải mạnh dạn hoạt động công khai như một chính đảng thực sự. Các thành viên của Liên đoàn rốt cuộc bị thuyết phục bởi quan điểm của Marx; vào tháng 6 năm 1847, Liên đoàn Công bình được tái cơ cấu thành một đảng chính trị công khai đấu tranh vì lợi ích của công nhân lao động, đổi tên thành Liên đoàn Cộng sản. Cả Marx và Engels đều tham gia vào việc vạch ra cương lĩnh và nguyên tắc của tổ chức mới này.

### Tại Köln: 1848–1849
Tạm thời ổn định cuộc sống ở Paris, Marx chuyển trụ sở điều hành của Liên đoàn Cộng sản lên thành phố và sáng lập Hội Công nhân Đức cùng nhiều nhà xã hội người Đức tại đó. Hi vọng một ngày sẽ được chứng kiến cuộc cách mạng lan khắp nước Đức, năm 1848, Marx quay trở lại Köln, nơi ông tuyên truyền bản thông cáo Yêu sách của Đảng Cộng sản tại Đức. Tuy nhiên, ở đây Marx chỉ đề cập đến bốn trong số mười điểm nêu ra trong Tuyên ngôn của Đảng Cộng sản, bởi lẽ ông tin rằng ở Đức thời bấy giờ, giai cấp tư sản phải lật đổ chế độ quân chủ phong kiến và tầng lớp quý tộc trước đã, rồi giai cấp vô sản mới có thể lật độ giai cấp tư sản. Mùng 1 tháng 6 cùng năm, Marx bắt đầu cho xuất bản tờ nhật báo Neue Rheinische Zeitung bằng khoản tiền ông mới được thừa kế từ người cha quá cố.

### Nghiên cứu về toán học
Trong lời giới thiệu bản thân năm 1885 của cuốn "Chống Duhrinh", Engels có viết: "Nhưng từ khi Karl Marx qua đời, thời giờ của tôi phải ngừng công việc nghiên cứu của tôi lại. Lúc bấy giờ tôi đành tạm bằng lòng với những phác thảo đã đưa ra trong sách này và đợi sau này có dịp thì sẽ tập hợp và công bố những kết quả đã thu nhận được, có thể là cùng một lúc với những bản thảo toán học rất quan trọng do Marx để lại."
Cuốn tuyển tập Mathematical manuscripts of Karl Marx (tạm dịch: Các công trình Toán học của Karl Marx) gồm hầu hết các tìm hiểu của Marx về nền tảng của phép tính vi tích phân được viết khoảng những năm 1873–1883. Một phiên bản Tiếng Nga được Sofya Yanovskaya dịch và biên tập lại cuối cùng cũng được xuất bản năm 1968, và sao đó bản dịch sang tiếng Anh (dài hơn 300 trang) được xuất bản vào năm 1983. Các học giả cho rằng dường như Marx muốn sử dụng công cụ của phép tính tích phân để nghiên cứu định lượng về kinh tế sâu sắc hơn.
Glivenko cho rằng cách tiếp cận của Marx về phép tính vi tích phân tương tự như cách của Hadamard trong cuốn Cours d'Analyse xuất bản 50 năm sau đó. Kennedy cũng đã biện giảng về cách hiểu của Marx về phép vi phân như một quá trình biện chứng.

## Đời tư

### Gia đình
Marx và von Westphalen có với nhau 7 đứa con, song do do điều kiện sống kham khổ khi ở London, chỉ có 3 người con sống sót đến tuổi trưởng thành. Những người con của họ gồm: Jenny Caroline (cưới Longuet; 1844–1883); Jenny Laura (cưới Lafargue; 1845–1911); Edgar (1847–1855); Henry Edward Guy ("Guido"; 1849–1850); Jenny Eveline Frances ("Franziska"; 1851–1852); Jenny Julia Eleanor (1855–1898) và một đứa con mất ở cữ trước khi được đặt tên (tháng 7 năm 1857). Con rể Marx, Paul Lafargue, miêu tả ông là người cha hết mực yêu thương con cái. Năm 1962, rộ lên tin đồn cho rằng Marx có một người con trai ngoài giá thú tên là Freddy với người hầu nữ Helene Demuth, song điều này còn bị tranh cãi do thiếu sót chứng cứ tài liệu.

## Tư tưởng

### Các ảnh hưởng đến Marx
Tư tưởng của Marx chịu ảnh hưởng từ lối suy nghĩ của nhiều nhà hiền triết khác nhau, chẳng hạn:
- Triết học của Georg Wilhelm Friedrich Hegel[119]
- Kinh tế chính trị cổ điển (bình diện kinh tế) của Adam Smith và David Ricardo,[120] cộng với các phê phán của Jean Charles Léonard de Sismondi đối với chính sách kinh tế laissez-faire cũng như phân tích của ông về tình cảnh bấp bênh của giai cấp vô sản[121]
- Tư tưởng xã hội chủ nghĩa ở Pháp,[120] đặc biệt là các tư tưởng của Jean-Jacques Rousseau, Henri de Saint-Simon, Pierre-Joseph Proudhon và Charles Fourier[122][123]
- Chủ nghĩa duy vật Đức ban sơ của phái Hegel Trẻ, đặc biệt là các tư tưởng của Ludwig Feuerbach và Bruno Bauer,[68] cũng như chủ nghĩa duy vật Pháp cuối thế kỷ 18, bao gồm các tư tưởng của Diderot, Claude Adrien Helvétius và d'Holbach
- Sự phân tích giai cấp công nhân của Friedrich Engels,[64] cộng với những mô tả ban sơ về giai cấp của nhiều nhà tự do chủ nghĩa Pháp cũng như các nhà tư tưởng thuộc trường phái Saint-Simon như François Guizot và Augustin Thierry
- Truyền thống Do Thái giáo của gia đình Marx cũng góp phần hình thành quan điểm cá nhân của ông về đạo đức,[124] cũng như triết học duy vật của ông.[125]

Sử quan của Marx, gọi là chủ nghĩa duy vật lịch sử, bắt nguồn trực tiếp từ khẳng định của Hegel khi cho rằng người ta phải nhìn nhận thực tại (cũng như lịch sử) theo mặt biện chứng. Tuy nhiên, Hegel là một triết gia duy tâm nên trong suy tưởng của ông thì ý thức vẫn giữ vai trò tiên phong chứ không phải vật chất. Thay vào đó, Marx muốn viết lại phép biện chứng trên danh nghĩa chủ nghĩa duy vật và biện giải ưu thế siêu việt của vật chất so với ý thức. Hegel cho rằng "tinh thần" thúc đẩy diễn trình lịch sử. Trái lại, Marx cho rằng "tinh thần" của Hegel là một khái niệm mông muội thừa thãi, khái niệm mà làm che khuyết thực tại của nhân loại và các hoạt động vật lý của nó trong việc hình thành thế giới. Marx cho rằng chủ nghĩa Hegel đã hiểu sai hoàn toàn về sự vận động của thực tại, và qua đó Marx khuyên ta rằng cái thế giới quan lầm lỡ ấy cần được chỉnh đốn cho đúng đắn trở lại. Mặc dù Marx không ưa thích lối viết văn hàm hồ kì bí, bản thân ông đôi khi cũng vận dụng phép ẩn dụ văn học Gothic trong một số tác phẩm của mình: chẳng hạn trong Tuyên ngôn của Đảng Cộng sản, ông có viết như sau "Một bóng ma đang ám ảnh châu Âu: bóng ma chủ nghĩa cộng sản. Tất cả những thế lực của châu Âu cũ: Giáo hoàng và Nga hoàng, Mét-téc-ních và Ghi-dô, bọn cấp tiến Pháp và bọn cảnh sát Đức, đều đã liên hợp lại thành một liên minh thần thánh để trừ khử bóng ma đó", hoặc trong cuốn Das Kapital, ông đã miêu tả tư bản như "thứ ma thuật bủa vây các thành quả lao động".

### Triết lý và quan niệm về xã hội
Marx thường luận chiến với các nhà tư tưởng khác thông qua các bài phê bình, vì lẽ ấy mà ông được mệnh danh là "vĩ nhân đầu tiên sử dụng phương pháp phê phán trong khoa học xã hội". Ông chỉ trích gay gắt triết học tư biện, đặt siêu hình học ngang hàng với hệ tư tưởng. Bằng cách tiếp cận này, Marx muốn tách những phát hiện quan trọng khỏi các thiên kiến sinh ra từ hệ tư tưởng. Điều này khiến ông khác biệt với đa số triết gia đương thời.

#### Bản chất con người
Một cách nền tảng, Marx cho rằng bản chất loài người liên quan tới việc cải tạo tự nhiên. Với quá trình cải tạo này ông đặt ra thuật ngữ "lao động", và với khả năng cải tạo tự nhiên là thuật ngữ "sức lao động." Marx phát biểu:
“ Một con nhện tiến hành các công việc giống với công việc của một thợ dệt, và một con ong hơn hẳn một kiến trúc sư khi xây dựng những chiếc tổ của nó. Nhưng điều khiến người kiến trúc sư tồi nhất khác biệt với những con ong tài năng nhất là điều này, rằng người kiến trúc sư đã tưởng tượng ra công trình của mình trước khi anh ta xây dựng nó trên thực tế. ”— (Tư bản, Quyển I, Chương 7, Pt. 1)